# Manu Rodríguez
José Manuel Rodríguez Morgade, más conocido como Manu, (Wetzikon, 22 de junio de 1984) es un futbolista español que actualmente juega en el Ourense CF de la Segunda Federación de España.
En la ciudad de Lugo es un ídolo, pues marcó el penalti decisivo de la tanda contra el Cádiz C. F. en la temporada 2011/2012 que devolvía al C. D. Lugo a la categoría de plata del fútbol español 20 años después.
Estuvo 10 temporadas con el equipo de la muralla y es conocido como "O Eterno Capitán"